# Municipio de Cliff
El municipio de Cliff (en inglés: Cliff Township) es un municipio ubicado en el condado de Custer en el estado estadounidense de Nebraska. En el año 2010 tenía una población de 115 habitantes y una densidad poblacional de 0,45 personas por km².

## Geografía
El municipio de Cliff se encuentra ubicado en las coordenadas 41°29′18″N 99°58′19″O / 41.48833, -99.97194. Según la Oficina del Censo de los Estados Unidos, el municipio tiene una superficie total de 257.65 km², de la cual 257,64 km² corresponden a tierra firme y (0 %) 0.01 km² es agua.

## Demografía
Según el censo de 2010, había 115 personas residiendo en el municipio de Cliff. La densidad de población era de 0,45 hab./km². De los 115 habitantes, el municipio de Cliff estaba compuesto por el 100 % blancos. Del total de la población el 0 % eran hispanos o latinos de cualquier raza.